# Triumph Renown

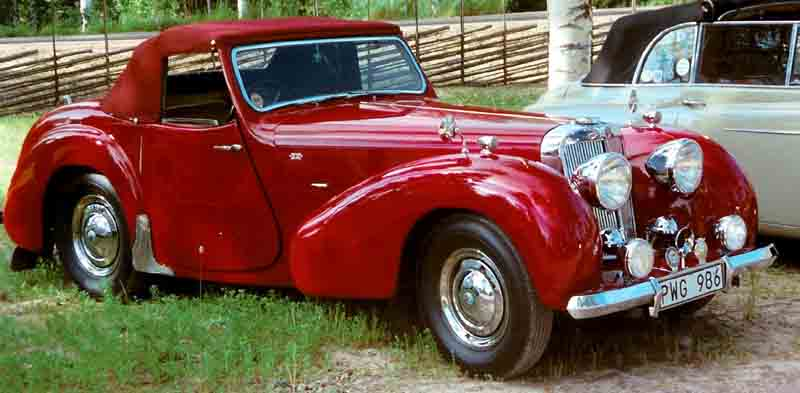
Triumph 1800 Roadster

Triumph 1800/2000 är en personbil, tillverkad av den brittiska biltillverkaren Triumph mellan 1946 och 1949. Den uppdaterade Triumph Renown tillverkades sedan fram till 1954.

## 1800/2000 (1946-49)
Triumph Motor Co råkade i ekonomisk kris i slutet av trettiotalet och företaget gick i konkurs bara några veckor före andra världskrigets utbrott. Standard Motor Company köpte upp konkursboet hösten 1944 och Triumphs första efterkrigsmodell, Triumph 1800, hämtade tekniken från Standard 14 hp. Det separata chassit hade individuell framhjulsupphängning med tvärliggande bladfjäder. Den fyrcylindriga toppventilmotorn användes även av Jaguar till deras minsta 1½ litre-modell. 1800:ans kaross var ritad i den fyrkantiga ”Razor edge”-stil som var populär bland brittiska karossbyggare i slutet av trettiotalet.
1949 bytte bilen namn till Triumph 2000, när den fick en större motor från Standard Vanguard. Senare under året ersattes den av den vidareutvecklade Renown.

## 1800/2000 Roadster (1946-49)
Tillsammans med sedanmodellen presenterades även sportbilen Triumph 1800 Roadster 1946. Mekaniken kom från familjebilen, men den öppna vagnen byggde på en kortare hjulbas och hade en egen, rundare kaross byggd i aluminium. Framsätet rymde tre (mycket smala) personer och dessutom fanns två extraplatser bak i svärmorsluckan. Dess passagerare skyddades från väder och vind av en uppfällbar mellanruta.
Bilen fick en större motor från Standard Vanguard 1948 och bytte namn till Triumph 2000 Roadster. Tillverkningen fortsatte fram till 1949.

## Renown (1949-54)
Hösten 1949 ersattes 1800/2000-modellen av Triumph Renown. Bilen hade nu fått det modernare chassit från Standard Vanguard med bland annat skruvfjädrar i framvagnen. Karossen fick en lättare uppdatering, men ”Razor edge”-stilen började se rejält gammal ut, nu när modet föreskrev pontonkarosser.
Under 1951 och 1952 byggdes ett litet antal limousiner med längre hjulbas och en mellanruta i kupén, mellan fram- och baksäte.
Från 1952 byggdes Renown med den längre hjulbasen. Tillverkningen upphörde 1954 och Triumph koncentrerade sig under resten av femtiotalet på sportbilen TR3.

## Motor
| Modell | Motor              | Cylindervolym | Effekt | Bränslesystem   |
| ------ | ------------------ | ------------- | ------ | --------------- |
| 1800   | 4-cyl radmotor ohv | 1766 cm³      | 65 hk  | Enkel förgasare |
| 2000   | 4-cyl radmotor ohv | 2088 cm³      | 68 hk  | Enkel förgasare |
| Renown | 4-cyl radmotor ohv | 2088 cm³      | 68 hk  | Enkel förgasare |

## Tillverkning[1]
| Modell        | Antal |
| ------------- | ----- |
| 1800 Saloon   | 4 000 |
| 1800 Roadster | 2 501 |
| 2000 Saloon   | 2 000 |
| 2000 Roadster | 2 000 |
| Renown        | 9 495 |